# Fotografický proces

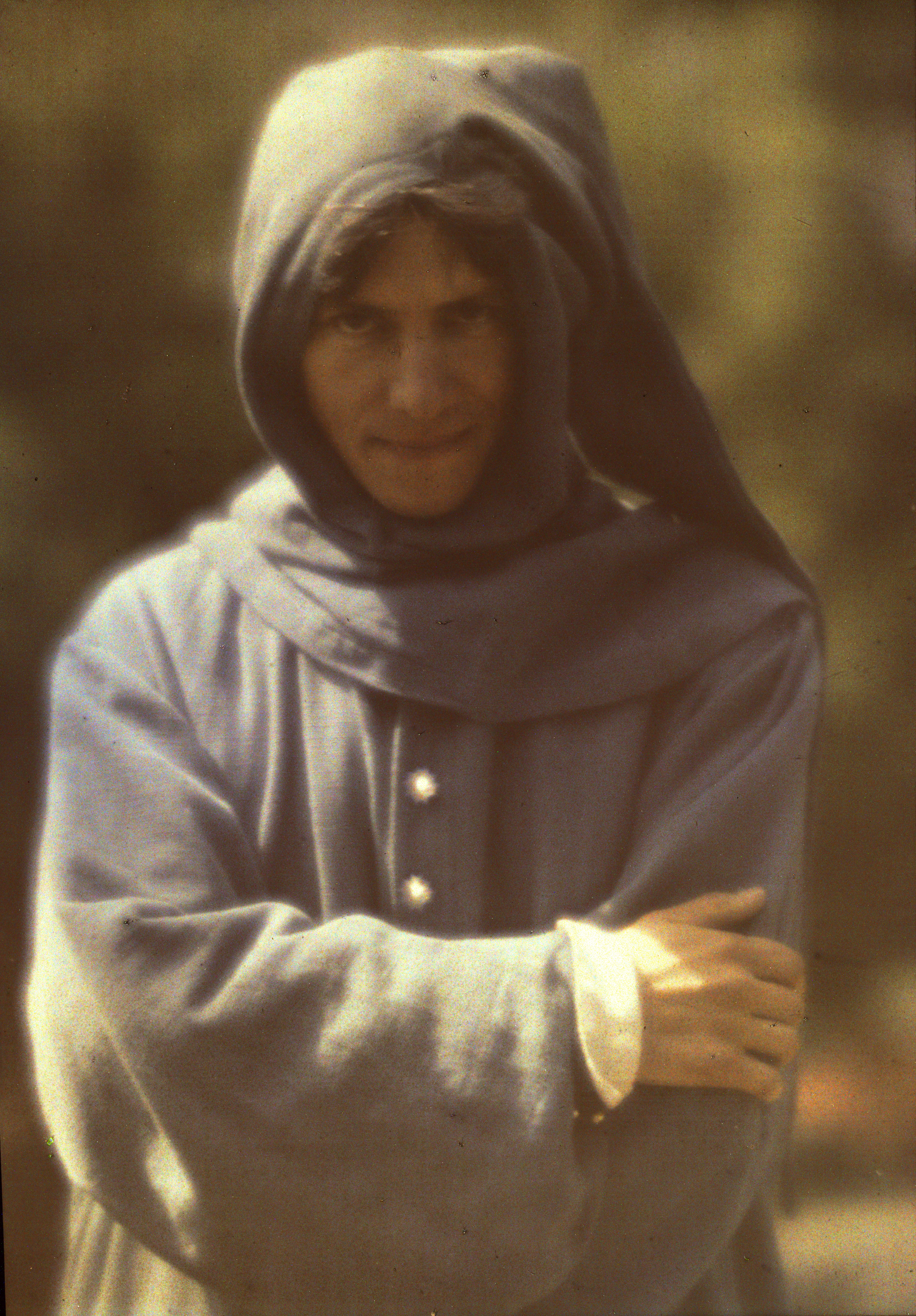
Arnold Genthe: autochromatický portrét básníka Percy MacKaye, 1913

Fotografický proces je zaznamenání latentního obrazu na světlocitlivou vrstvu a jeho následné zviditelnění. Jednotlivé procesy, které byly vyvinuty a zdokonalovány v průběhu 19. a 20. století, to umožnily dělat po chemické stránce řadou způsobů. Základem je využití citlivosti některých látek na světlo. Jsou to především soli stříbra, železa a chromu. V praxi nakonec dosáhly zdaleka největšího rozšíření techniky založené na stříbrných solích.
Na počátku 21. století jsou chemické fotografické procesy v praxi do značné míry nahrazovány digitálními technologiemi.

## Ušlechtilé tisky

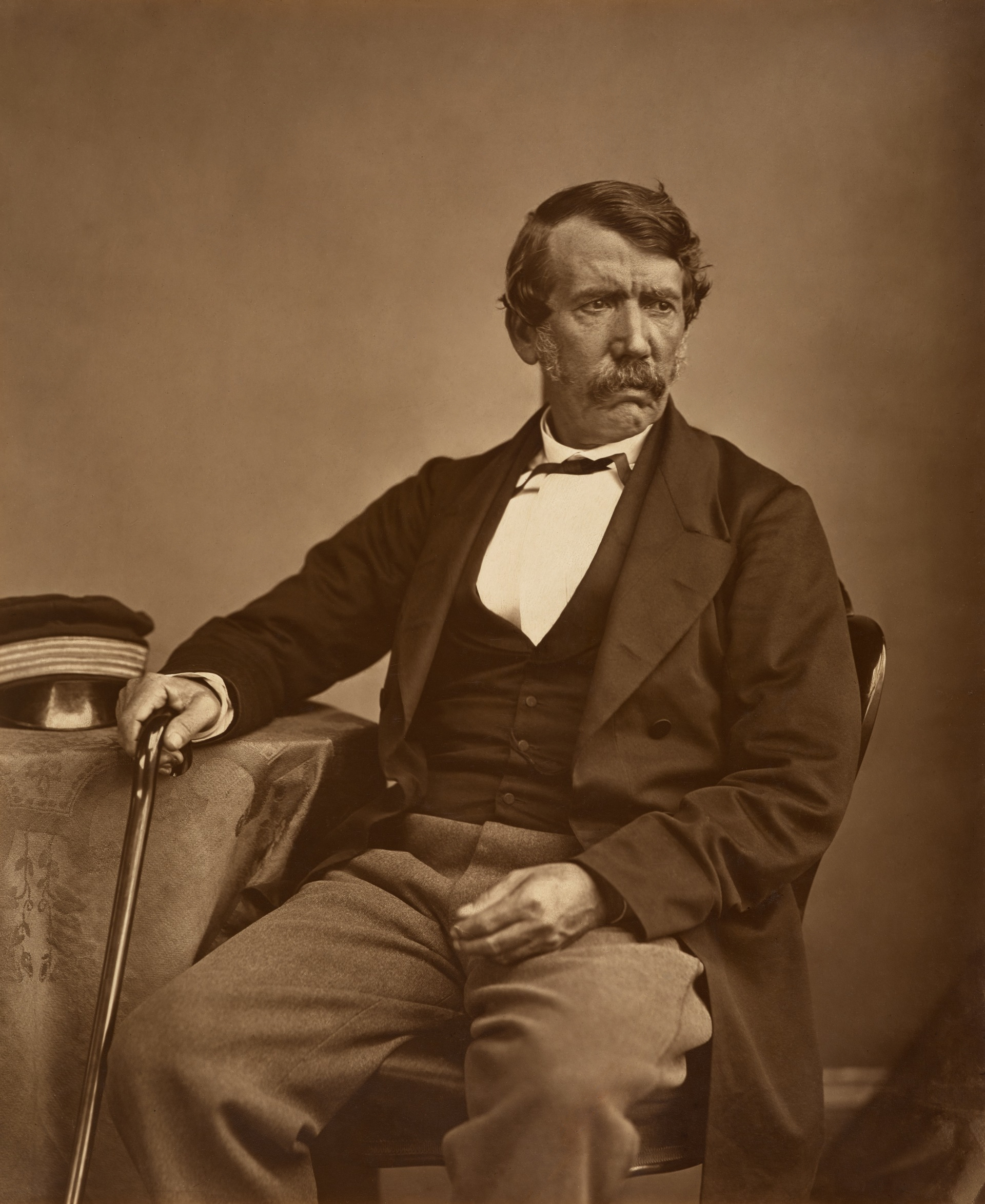
Uhlotisk z dílny T. & R. Annan & Sons, rok 1864

Ušlechtilé fotografické tisky je souhrnné označení technik, využívajících k zaznamenání obrazu chromových solí - chromovaných klihovin.
- uhlotisk (karbonotisk nebo pigmentový tisk) - historicky nejstarší ušlechtilý fotografický tisk používaný v letech 1890-1900.
- gumotisk (chromovaná klihovina nebo arabská guma).
- olejotisk
- bromolejotisk
- carbro (nepřímý uhlotisk).
- pinatypie
- hydrotypie

## Historické tisky
- daguerrotypie - vynalezl Louis Jacques Mendé Daguerre v roce 1837.
- talbotypie neboli kalotypie, nebo její pokročilejší forma - argyrotypie; kterou vynalezl britský vynálezce William Henry Fox Talbot okolo roku 1835.
- kolodiový proces, archerotypie neboli mokrý proces vynalezl Angličan Frederick Scott Archer roku 1851, který byl později nahrazen současným želatinovým fotografickým filmem.
- albuminový papír je vytvoření světlocitlivé vrstvy chloridu stříbrného, fixovaného do albuminu z vaječného bílku.
- slaný papír 1834 až 1839
- woodburytypie vynalezl a vyvinul Walter Bentley Woodbury v roce 1864.
- autochrom vynalezli roku 1903 bratři Lumièrovi, komerčně byl vyráběný v letech 1907 až 1935.

## Tvárné fotografické procesy
Mezi tvárné fotografické procesy patří:
- pastelový tisk
- autopastel
- akvarelový tisk
- resinotypie
- kyanotypie využívá fotocitlivosti železných solí a vynalezl ji v roce 1842 sir John Herschel.
- proces Van Dyke využívá fotocitlivosti železných solí jako kyanotypie, výsledkem jsou charakteristické hnědé (sépiové) obrazy.
- diazotypie vynalezl John Herschel v roce 1842
- platinotypie neboli platinotisk - John Herschel a William Willis.[2]

## Ostatní fotografické procesy
- Lithprint
- Geláže Michala Macků

## Přímé pozitivní procesy

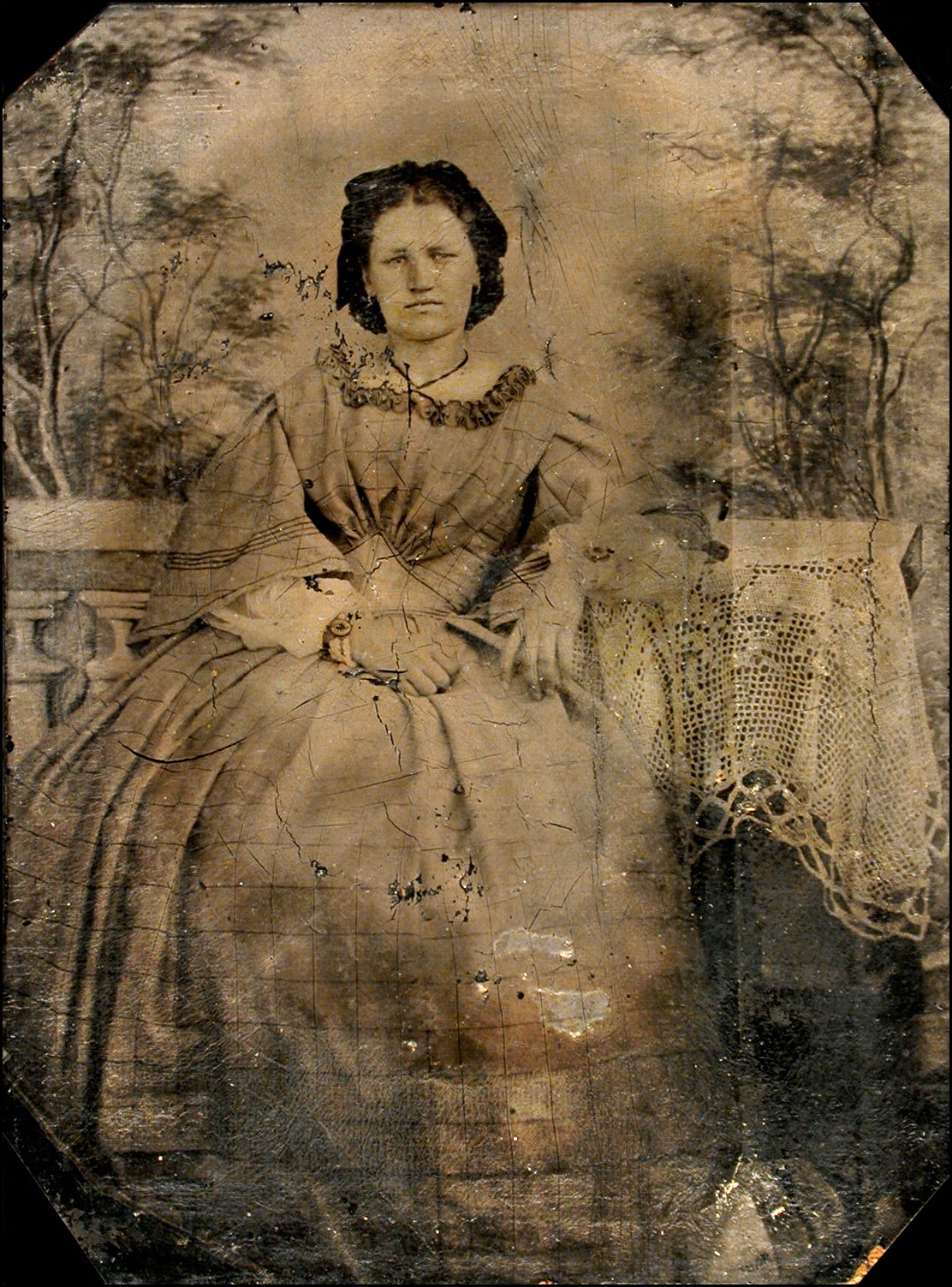
Portrét ženy na černém voskovaném plátně, pannotypie s typickými prasklinami - slabinou tohoto procesu

- přímý pozitivní tisk vynález Francouze Hippolyta Bayarda, rok 1840.
- ambrotypie nebo mokrý kolodiový proces nebo melanotypie, Frederick Scott Archer 1852–1890.
- ferrotypie je česky fotografie na plechu; vynalezena okolo roku 1850.
- pannotypie na černém plátně, používala se v letech 1854 až přibližně 1868.[3]